# Marcello Rosina
Marcello Rosina (Vescovana, 9 febbraio 1913 – Adria, 5 settembre 2001) è stato un vescovo cattolico italiano.

## Biografia
Marcello Rosina nacque a Concadirame di Vescovana (oggi, Santa Maria d'Adige), frazione di Vescovana da Angelo e da Osanna Piccolo, in una famiglia dalle robuste radici cristiane. Entrò nel seminario della diocesi di Adria, che sorgeva a Rovigo.

### Ministero sacerdotale
Fu ordinato sacerdote il 12 luglio 1936 da Domenico Mezzadri, vescovo di Chioggia ed amministratore apostolico di Adria dopo la morte del vescovo Anselmo Rizzi.
Per qualche anno fu segretario particolare del vescovo Guido Maria Mazzocco; poi fu nominato procancelliere e, l'8 ottobre 1960, cancelliere della curia. In tempi successivi fu amministratore del collegio vescovile e del seminario, nonché direttore dell'ufficio amministrativo diocesano. 
L'alluvione del Po del 1951 causò grave disagio in quasi tutto il territorio della diocesi, che fu sommerso dalle acque del fiume. Rosina si prodigò per la sua ricostruzione: nell'ambito di tale intervento furono rinnovati il Collegio Vescovile e il Vescovado di Adria e riparate 28 chiese, 10 canoniche, 12 asili, 15 campanili.
 Il successore di Mazzocco, il vescovo Giovanni Mocellini (1º gennaio 1969 - 12 marzo 1977), in una delle sue prime visite alla diocesi ebbe infatti a testimoniare pubblicamente la rilevante portata di tali iniziative.

L'11 ottobre 1960 Rosina fu nominato vicario generale.

### Ministero episcopale
Il 31 gennaio 1963 Rosina fu elevato alla sede titolare di Ezani e nominato vescovo ausiliare di Adria. Ricevette la consacrazione episcopale il 19 marzo dal vescovo Guido Maria Mazzocco, co-consacranti l'arcivescovo di Gorizia e Gradisca Andrea Pangrazio e il vescovo di Comacchio Giovanni Mocellini.
Il 18 settembre 1966 fu nominato dalla Santa Sede amministratore apostolico sede plena di Adria con tutte le facoltà del vescovo residenziale.
Partecipò attivamente alle sessioni del Concilio Vaticano II, che si concluse l'8 dicembre 1965.
Il 24 maggio 1969 papa Paolo VI lo elesse amministratore apostolico sede plena delle diocesi di Nepi e Sutri e, dopo la morte del vescovo Giuseppe Gori, avvenuta il 2 luglio 1969, fu nominato amministratore apostolico sede vacante. Il 10 agosto 1974 lo stesso Paolo VI lo nominò vescovo di Nepi e Sutri. Il 10 aprile 1976 la Santa Sede unì le diocesi di Civita Castellana, Orte e Gallese e di Nepi e Sutri nella sua persona.
L'11 febbraio 1986 la Congregazione per i vescovi, con proprio decreto, costituì la nuova diocesi di Civita Castellana, unendo le diocesi di Orte, Gallese, Nepi e Sutri. Marcello Rosina fu nominato primo vescovo della diocesi. 
 Il 16 febbraio 1991 le sedi vescovili di Orte, Gallese, Nepi e Sutri divennero sedi titolari.
Il 13 febbraio 1988, compiuto il 75º anno di età, presentò al papa la rinuncia al servizio pastorale della diocesi di Civita Castellana in adesione alle disposizioni canoniche; il 2 marzo 1989 la Santa Sede gli comunicò l'accettazione delle dimissioni e la nomina del nuovo vescovo di Civita Castellana.
Rimanendo vescovo emerito della diocesi di Civita Castellana, nell'agosto 1990 fece ritorno nel Polesine, risiedendo nell'antico episcopio di Adria.
Morì il 5 settembre 2001; ora è sepolto nella chiesa parrocchiale di Santa Maria d'Adige.

## Genealogia episcopale
La genealogia episcopale è:
- Cardinale Scipione Rebiba
- Cardinale Giulio Antonio Santori
- Cardinale Girolamo Bernerio, O.P.
- Arcivescovo Galeazzo Sanvitale
- Cardinale Ludovico Ludovisi
- Cardinale Luigi Caetani
- Cardinale Ulderico Carpegna
- Cardinale Paluzzo Paluzzi Altieri degli Albertoni
- Papa Benedetto XIII
- Papa Benedetto XIV
- Papa Clemente XIII
- Cardinale Bernardino Giraud
- Cardinale Alessandro Mattei
- Cardinale Pietro Francesco Galleffi
- Cardinale Giacomo Filippo Fransoni
- Cardinale Carlo Sacconi
- Cardinale Edward Henry Howard
- Cardinale Mariano Rampolla del Tindaro
- Cardinale Rafael Merry del Val
- Arcivescovo Andrea Giacinto Longhin, O.F.M.Cap.
- Patriarca Carlo Agostini
- Vescovo Guido Maria Mazzocco
- Vescovo Marcello Rosina